# 卷边紫金牛
卷边紫金牛（学名：Ardisia replicata）为报春花科紫金牛属下的一个种。

## 扩展阅读
- 維基物種上的相關：卷边紫金牛